# Cătălin-Emil Mîndru
Cătălin-Emil Mîndru (n. 3 august 1975) este un senator român, ales în 2024 din partea USR. 